# Girenspitz (Hundwil)
Il Girenspitz è una montagna delle Prealpi di Appenzello e di San Gallo, alta 2 446 m s.l.m.

## Descrizione
La montagna fa parte del gruppo del Säntis e si trova al confine tra il Canton Appenzello Esterno e il Canton Appenzello Interno, ovvero tra i comuni di Hundwil e Schwende-Rüte. Nei pressi della cima si trova un piccolo ghiacciaio, il Blau Schnee.